# 2NE1 (EP de 2011)
2NE1 es el segundo EP del grupo surcoreano 2NE1. Este fue publicado el 28 de julio de 2011 en idioma coreano por el sello discográfico YG Entertainment y el 21 de septiembre del mismo año en su versión japonesa por el sello discográfico Avex Group. Este álbum es de género Pop, hip hop y Electro house.

## Lista de canciones
| 2NE1 2nd mini album |                                     |                   |                   |          |  |
| N.º                 | Título                              | Letras            | Música            | Duración |  |
| 1.                  | «I Am the Best» (내가 제일 잘 나가) | Teddy             | Teddy             | 3:30     |  |
| 2.                  | «Ugly»                              | Teddy             | Teddy, Lydia Paek | 4:08     |  |
| 3.                  | «Lonely»                            | Teddy             | Teddy, Kush       | 3:29     |  |
| 4.                  | «Hate You»                          | Teddy             | Teddy             | 3:33     |  |
| 5.                  | «Don't Cry» (Solo de Bom)           | Teddy, Lydia Paek | Teddy             | 3:12     |  |
| 6.                  | «Don't Stop the Music»              | Kush              | Kush              | 3:50     |  |
| 21:41               |                                     |                   |                   |          |  |

- Edición japonesa

| NOLZA |                                        |              |               |          |  |
| N.º   | Título                                 | Escritor(es) | Productor(es) | Duración |  |
| 1.    | «I Am the Best» (Ver. Japonesa)        |              |               | 3:31     |  |
| 2.    | «Ugly» (Ver. Japonesa)                 |              |               | 4:11     |  |
| 3.    | «Lonely» (Ver. Japonesa)               |              |               | 3:30     |  |
| 4.    | «Hate You» (Ver. Japonesa)             |              |               | 3:33     |  |
| 5.    | «Don't Stop the Music» (Ver. Japonesa) |              |               | 3:50     |  |
| 18:32 |                                        |              |               |          |  |

## Posicionamiento en listas

### Semanales
| Corea del Sur  | Gaon Album Chart    | 1 |
| Estados Unidos | World Albums        | 4 |
| Japón          | Oricon Album Charts | 1 |

## Ventas y certificaciones
| País                                | Ventas  |
| ----------------------------------- | ------- |
| Corea del Sur (Gaon physical sales) | 115,819 |
| Japón (Oricon)                      | 63,818  |